# Kunstbunker bij Castricum
De Kunstbunker bij Castricum was een Nederlands kunstdepot aan de Helmweg bij Castricum waar in de Tweede Wereldoorlog kunstschatten werden opgeslagen. De bunker ligt in het Geversduin bij de pleisterplaats "Hof van Kijk-Uit", dat goed bereikbaar was via weg en trein, en bovendien ver van belangrijke militaire doelen vandaan lag.

## Bouw
Een van de eerste schuilkelders die klaar was, was de kelder van het Mauritshuis in Den Haag. Van deze ondergrondse kelder waren de muren verzwaard. Een tweede schuilkelder bevond zich in Otterlo bij het Kröller-Müller Museum, maar die bunker was pas in 1943 geheel afgebouwd.
De eerste echte kunstbunker werd gebouwd in de duinen bij Castricum in opdracht van de gemeente Amsterdam. De bouw begon in november 1939, en de oplevering was in april 1940. De wanden van deze bunker hadden een dikte van 1,5 meter en een zanddekking van ongeveer 10 meter. De 3 meter dikke zandlaag boven op de laag gewapend beton bood extra bescherming en camouflage. De totale inhoud van de kelder was ongeveer 212 m³. Een luchtbehandelingsinstallatie zorgde voor de juiste atmosfeer.
In de bunker werden nationale kunstschatten uit het Rijksmuseum Amsterdam en Stedelijk Museum Amsterdam opgeslagen. De schilderijen hingen aan stalen rekken aan plafondrails. Tot de collectie behoorden naast schilderijen van Frans Hals, Rubens, Van Ruisdael, Jan Steen en Vermeer ook De Nachtwacht van Rembrandt van Rijn. De directeur van het Stedelijk Museum, David Röell, en conservator Willem Sandberg hielden om beurten toezicht vanuit een barak in de nabijheid van de bunker.

## Ontruiming

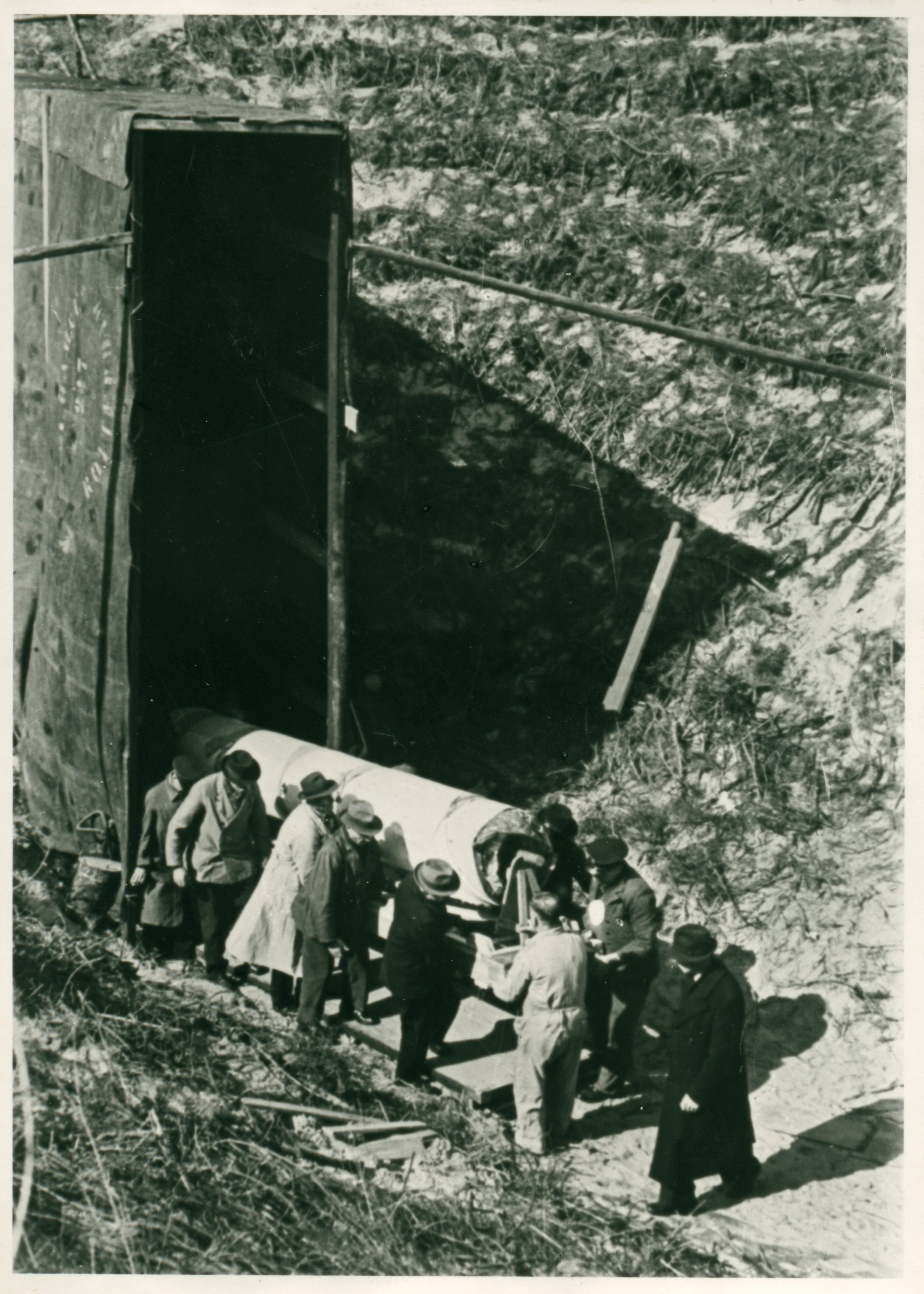
De opgerolde Nachtwacht wordt de bunker binnengedragen

De Nederlandse staat kreeg aan het einde van 1941 de opdracht van de Duitse bezetter deze bunkers te ontruimen vanwege de aanleg van de Duitse Atlantikwall. Rondom de kunstkelder werd door de Duitsers een bunkercomplex Wiederstandsnest gebouwd, een halve kilometer verder stond de geheime radarinstallatie Stellung Roma en aan de noordzijde werd een V1-lanceerinstallatie gebouwd.
In samenwerking met de Duitsers werd daarop besloten om in de staatsbossen in Basse de kunstbunker van Paasloo te bouwen. De leeggemaakte schuilkelder werden daarna door de Duitsers gebruikt voor munitieopslag.

## Na de oorlog
Na de oorlog werd de bunker gebruikt als opslagplaats voor aardappelen. Logboeken met aantekeningen vanaf 1940 tot en met 1943 over de kunstkelder worden bewaard in het archief van het Stedelijk Museum van Amsterdam. Vanaf 1958 deed de kelder dienst als opslag van brandbaar filmmateriaal zoals nitraatfilms, van het Amsterdams Nederlands Filmmuseum. In 2014 werd een filmopname teruggevonden met beelden uit de tijd van de kunstbunker.
Castricum · 
Heemskerk · 
Kröller-Müller · 
Mauritshuis · 
Noordwijk · 
Paasloo · 
Sint-Pietersberg · 
Zandvoort